# インテゴ
インテゴ (Intego) は、1997年にフランスで設立された米国シアトルに本社を置くソフトウェア会社である。2018年7月、イギリスのサイバーセキュリティ企業Kape Technologies plcが、インテゴ社を1600万ドルで買収したと報じられた。
MacintoshおよびmacOS用に、ファイアウォールに代表されるインターネット保護、データバックアップ、アンチウイルス、迷惑メール（スパム）対策、情報保護ソフトウェアの開発・販売を行っている。創業者は、元CEOでもあるLaurent Marteau（ローラン・マルトー）。「we protect your world」がスローガン。
現行製品には、VirusBarrier、NetBarrier、ContentBarrier、Personal Antispam、Personal Backup、そしてFileGuardがあり、さらにサーバ用のアンチウイルス製品としてVirusBarrier ServerおよびVirusBarrier Mail Gatewayもある。またInternet Security Barrierシリーズという、これらの製品を組み合わせたスイーツ製品もある。こうしたmacOS用の製品とBitDefenderというWindows用のセキュリティ製品を組み合わせたDual Protectionシリーズもある。
2007年9月には、Macintoshに関連するセキュリティ問題やセキュリティ情報、警告などをいち早く提供するMac Security Blog（英語）を立ち上げた。2008年初頭に、各製品をバージョンX5にアップグレードした、VirusBarrier X5、Personal Backup X5、NetBarrier X5、Personal Antispam X5、そしてFileGuard X5を発売した。Internet Security Barrierシリーズも同様にバージョンX5となったが、ContentBarrier X4だけは、まだバージョンX5が発売されていない（2008年9月現在）。
米国（テキサス州オースチン）、フランス（パリ）、日本（長野）に販売拠点を持つ。日本でのパッケージ製品の発売元は、株式会社アクトツー。すべての製品がUniversal Binaryで、英語、フランス語、日本語、ドイツ語、スペイン語、そしてイタリア語に翻訳された、多言語製品である。主要なすべての製品が最新版のMac OS X v10.6 (Snow Leopard) に対応している。
インテゴ社は、2016年6月にウイルス対策およびセキュリティソフトウェアの現行バージョンX9をリリースした。
インテゴ社のソフトウェアは次の機能がある
- セキュリティホール防御
- ウイルス対策
- 有害サイトのフィルタリング
- データのバックアップ
- データの暗号化

## 製品（日本仕様）
- Internet Security Barrier X5日本語版バックアップ・エディション
NetBarrier X5、VirusBarrier X5、Personal Backup X5をまとめたパッケージ
- Internet Security Barrier X5日本語版アンチスパム・エディション
NetBarrier X5、VirusBarrier X5、Personal Antispam X5をまとめたパッケージ
- Internet Security Barrier X5日本語版プラチナム・エディション
NetBarrier X5、VirusBarrier X5、Personal Backup X5、Personal Antispam X5、FileGuard X5、ContentBarrier X5（2008年9月の時点では未発売、発売次第同梱）をまとめたパッケージ
- ContentBarrier X4 日本語版
有害サイトのフィルタリング
- NetBarrier X5 日本語版
ファイアウォール、セキュリティホール防御、個人情報保護機能
- Personal Antispam X5 日本語版
スパム対策
- Personal Backup X5 日本語版
データのバックアップ、復元、同期、macOS起動ボリュームの複製
- VirusBarrier X5 日本語版
ウイルス対策
- FileGuard X5 日本語版
ファイルの暗号化による情報保護機能